# برايان ديك
برايان ديك (بالإنجليزية: Brian Dick)‏ هو مجدف كندي، ولد في 11 فبراير 1953 في سانت كاثرينز في كندا.

## وصلات خارجية
- برايان ديك على موقع الاتحاد الدولي للتجديف (الإنجليزية)
- برايان ديك على موقع اللجنة الأولمبية الدولية (الإنجليزية)
- برايان ديك على موقع أوليمبيديا (الإنجليزية)